# Saison 1957-1958 du Stade rennais UC
Maillots
Chronologie
Saison précédente Saison suivante
La saison 1957-1958 du Stade rennais Université Club débute le 15 août 1957 avec la première journée du Championnat de France de Division 2, pour se terminer le 1er juin 1958 avec la dernière journée de cette compétition.
Le Stade rennais UC est également engagé en Coupe de France. Éliminé dès les seizièmes de finale, il est ensuite reversé en Coupe Charles Drago.

## Résumé de la saison
De retour en deuxième division après une saison dans l'élite, le Stade rennais a pour ambition de remonter immédiatement. Sa tâche est facilitée par le passage prévu de 18 à 20 clubs pour l'édition 1958-1959 de la D1. Ainsi, en cette saison 1957-1958, seulement deux clubs de D1 descendront quand quatre clubs de D2 monteront. Les barrages, eux, disparaissent.
Pour remonter, le Stade rennais mise sur la stabilité. Henri Guérin est reconduit, et les transferts de joueurs sont peu nombreux et ne concernent pas les cadres de l'effectif. Seul joueur de renommée à quitter Rennes, le buteur espagnol José Caeiro, dont les performances étaient moindres la saison précédente. Dans le sens inverse, arrivent l'attaquant monégasque Ignace Valorisek et un jeune espoir venu d'Algérie nommé André Ascencio.
Après quelques matchs de rodage (trois nuls pour une victoire lors des quatre premières rencontres), la machine rennaise se met rapidement en marche. Dès la mi-septembre, le Stade rennais UC se place dans le quatuor de tête, et ne le quittera plus. Servie par une attaque performante (Cuissard, Dombeck, Mahi et Méano dépasseront tous les quatre les quinze buts cette saison), l'équipe s'empare rapidement de la tête du classement, à la faveur d'une série d'invincibilité qui ne prendra fin que le 11 novembre.
L'hiver est plus difficile, avec cinq défaites en neuf matchs. Le Stade rennais doit alors abandonner la première place, et glisse dangereusement au classement. Heureusement, des résultats plus favorables permettront son redressement, et le Stade rennais UC obtiendra l'assurance de remonter lors de l'avant-dernière journée du championnat, après une victoire sur le terrain du FC Grenoble (4 - 1). Il termine au passage meilleure attaque et meilleure équipe à l'extérieur.
En Coupe de France, le Stade rennais ne parvient toujours pas à briller, et s'arrête une nouvelle fois en seizièmes de finale, pour la cinquième saison consécutive. Auparavant, le Stade rennais UC avait sorti deux clubs algérois (le RU et le Gallia Sports), facilement pour le premier, de façon plus laborieuse pour le second. Cette fois, c'est le RCFC Besançon qui parvient à éliminer les Rennais, et ce en trois manches. Les « Rouge et Noir » pouvaient nourrir des regrets à l'issue du premier match, Dombeck, Mayet et Gaulon ayant chacun raté un penalty.
Reversé en Coupe Drago, le Stade rennais UC y réalise sa meilleure performance depuis la création de la compétition, en 1953. Vainqueur de Béziers (D1) puis du Havre (D2), les Rennais tombent en quarts, face au champion de France en titre et futur vainqueur de l'épreuve, l'AS Saint-Étienne.

## Transferts en 1957-1958
| Nom              | Nationalité | Provenance/Destination    |
| Arrivées         |             |                           |
| André Ascencio   | France      | FC Oran                   |
| Bernard Josse    | France      | Stade rennais UC amateurs |
| Jean Louradour   | France      | SC Nazairien              |
| Patrice Mayet    | France      | WAC Casablanca            |
| Bernard Vileyn   | France      | US Saint-Malo             |
| Ignace Valorisek | France      | AS Monaco                 |
| Départs          |             |                           |
| Marcel Abautret  | France      | FC Rosporden              |
| José Caeiro      | Espagne     | AS Brestoise              |
| Louis Guégan     | France      | AS Mayenne                |
| Bernard Lambert  | France      | US Le Mans                |
| Yves Legrand     | France      | SCO Angers (prêt)         |
| Guy Simon        | France      | SO Montpellier            |
| Yves Toupel      | France      | ESA Brive                 |

## L'effectif de la saison
| Poste¹ | Nat.² | Nom                    | Naissance         | Sélection³ | Championnat | Championnat | Coupe France | Coupe France | Coupe Drago | Coupe Drago | Total Saison | Total Saison |
| Poste¹ | Nat.² | Nom                    | Naissance         | Sélection³ | M           | But inscrit | M            | But inscrit  | M           | But inscrit | M            | But inscrit  |
| ------ | ----- | ---------------------- | ----------------- | ---------- | ----------- | ----------- | ------------ | ------------ | ----------- | ----------- | ------------ | ------------ |
| A      | FRA   | André Ascencio         | 4 juin 1938       | -          | 10          | 3           | 1            | 0            | 2           | 1           | 13           | 4            |
| D      | FRA   | Yves Boutet            | 3 décembre 1936   | -          | 35          | 0           | 4            | 0            | 2           | 0           | 41           | 0            |
| M      | FRA   | Jean Cueff             | 6 novembre 1931   | -          | 26          | 0           | 3            | 0            | 2           | 0           | 31           | 0            |
| M      | FRA   | Antoine Cuissard       | 19 juillet 1924   | A          | 37          | 24          | 3            | 0            | 2           | 2           | 42           | 26           |
| A      | FRA   | Stanislas Dombeck      | 26 septembre 1931 | -          | 42          | 17          | 6            | 1            | 2           | 1           | 50           | 19           |
| M      | FRA   | René Gaulon            | 7 juillet 1927    | B          | 40          | 4           | 5            | 0            | 2           | 1           | 47           | 5            |
| D      | FRA   | Henri Guérin           | 27 août 1921      | A          | 1           | 0           | 1            | 0            | 1           | 0           | 3            | 0            |
| M      | FRA   | Nicolas Imbernon       | 30 novembre 1929  | -          | 40          | 1           | 5            | 4            | 2           | 0           | 47           | 5            |
| G      | FRA   | Bernard Josse          | 17 janvier 1932   | -          | 0           | 0           | 0            | 0            | 0           | 0           | 0            | 0            |
| A      | FRA   | Mahi Khennane dit Mahi | 21 octobre 1936   | -          | 29          | 14          | 2            | 2            | 3           | 2           | 34           | 18           |
| M      | FRA   | Paul Le Dren           | 25 janvier 1929   | -          | 4           | 0           | 2            | 0            | 2           | 0           | 8            | 0            |
| A      | FRA   | Émile Legangnoux       | 12 février 1925   | -          | 1           | 0           | 1            | 0            | 0           | 0           | 2            | 0            |
| A      | FRA   | Jean Louradour         | 16 janvier 1935   | -          | 0           | 0           | 1            | 0            | 1           | 0           | 2            | 0            |
| A      | FRA   | Bernard Maiseau        | 10 août 1928      | -          | 3           | 0           | 2            | 1            | 0           | 0           | 5            | 1            |
| A      | FRA   | Patrice Mayet          | 17 mars 1934      | -          | 26          | 6           | 3            | 0            | 2           | 0           | 31           | 6            |
| A      | FRA   | Guy Méano              | 11 novembre 1934  | -          | 37          | 17          | 5            | 1            | 3           | 1           | 45           | 19           |
| A      | FRA   | Antoine Pascual        | 3 décembre 1933   | -          | 28          | 0           | 6            | 0            | 3           | 0           | 37           | 0            |
| G      | FRA   | Louis Pinat            | 12 août 1929      | B          | 37          | 0           | 3            | 0            | 3           | 0           | 43           | 0            |
| D      | FRA   | Jacques Poulain        | 6 août 1932       | -          | 32          | 1           | 5            | 0            | 1           | 0           | 38           | 1            |
| D      | FRA   | Bernard Vileyn         | 31 décembre 1931  | -          | 3           | 0           | 1            | 0            | 0           | 0           | 4            | 0            |
| A      | FRA   | Ignace Valorisek       | 22 février 1930   | -          | 26          | 5           | 4            | 2            | 0           | 0           | 30           | 7            |

- 1 : G, Gardien de but ; D, Défenseur ; M, Milieu de terrain ; A, Attaquant
- 2 : Nationalité sportive, certains joueurs possédant une double-nationalité
- 3 : sélection la plus élevée obtenue

## Équipe-type
Il s'agit de la formation la plus courante rencontrée en championnat.

## Les rencontres de la saison

### Liste
| Match | Date          | Compétition     | Tour                 | Adversaire         | Lieu ¹ | Score    | Class.   | Buteurs pour le Stade rennais           |
| ----- | ------------- | --------------- | -------------------- | ------------------ | ------ | -------- | -------- | --------------------------------------- |
| 1     | 15 août       | Division 2      | 1                    | Grenoble           | D      | 1–1      | 12       | Mahi                                    |
| 2     | 18 août       | Division 2      | 2                    | CA Paris           | D      | 3–1      | 7        | Mahi Méano Dombeck                      |
| 3     | 25 août       | Division 2      | 3                    | Forbach            | E      | 0-0      | 8        |                                         |
| 4     | 1er septembre | Division 2      | 4                    | Strasbourg         | D      | 1–1      | 8        | Dombeck                                 |
| 5     | 8 septembre   | Division 2      | 5                    | Stade français     | E      | 3–2      | 7        | Cuissard Dombeck                        |
| 6     | 12 septembre  | Division 2      | 6                    | Bordeaux           | D      | 3-1      | 5        | Gaulon Cuissard Dombeck                 |
| 7     | 15 septembre  | Division 2      | 7                    | Rouen              | E      | 2-0      | 4        | Mahi Mayet                              |
| 8     | 22 septembre  | Division 2      | 8                    | Besançon           | D      | 5–0      | 1        | Mahi Valorisek Cuissard Dombeck         |
| 9     | 29 septembre  | Division 2      | 9                    | Sète               | E      | 4–1      | 1        | Méano Dombeck                           |
| 10    | 6 octobre     | Division 2      | 10                   | Roubaix            | E      | 2–2      | 2        | Mahi Dombeck                            |
| 11    | 13 octobre    | Division 2      | 11                   | Cannes             | D      | 5–1      | 1        | Valorisek Méano Cuissard                |
| 12    | 20 octobre    | Division 2      | 12                   | Perpignan          | D      | 0-0      | 1        |                                         |
| 13    | 27 octobre    | Division 2      | 13                   | Nancy              | D      | 2-0      | 1        | Cuissard                                |
| 14    | 1er novembre  | Division 2      | 14                   | Limoges            | E      | 1–1      | 1        | Dombeck                                 |
| 15    | 3 novembre    | Division 2      | 15                   | Nantes             | D      | 4–2      | 1        | Mahi Cuissard Dombeck                   |
| 16    | 11 novembre   | Division 2      | 16                   | Aix-en-Provence    | E      | 0-1      | 1        |                                         |
| 17    | 17 novembre   | Division 2      | 17                   | Troyes             | D      | 4-0      | 1        | Méano Cuissard Dombeck                  |
| 18    | 24 novembre   | Division 2      | 18                   | Red Star           | E      | 0–1      | 1        |                                         |
| 19    | 1er décembre  | Division 2      | 19                   | Le Havre           | E      | 2–1      | 1        | Mahi Dombeck                            |
| 20    | 8 décembre    | Division 2      | 20                   | Toulon             | D      | 1–2      | 1        | Cuissard                                |
| 21    | 15 décembre   | Coupe de France | 6e tour              | RU Alger           | D      | 8-0      | 8-0      | Imbernon Maiseau Valorisek Mahi Dombeck |
| 22    | 22 décembre   | Division 2      | 21                   | Montpellier        | D      | 1-1      | 1        | Méano                                   |
| 23    | 29 décembre   | Division 2      | 22                   | Toulon             | E      | 0–1      | 1        |                                         |
| 24    | 5 janvier     | Division 2      | 23                   | Sète               | D      | 4–2      | 1        | Mahi Méano Cuissard Dombeck             |
| 25    | 12 janvier    | Coupe de France | 1/32 finale          | GS Alger           | E      | 1-1 a.p. | 1-1 a.p. | Imbernon                                |
| 26    | 15 janvier    | Coupe de France | 1/32 finale (rejoué) | GS Alger           | E      | 1-0      | 1-0      | Méano                                   |
| 26    | 19 janvier    | Division 2      | 24                   | Troyes             | E      | 0-1      | 3        |                                         |
| 27    | 26 janvier    | Division 2      | 25                   | CA Paris           | E      | 2-1      | 3        | Méano Dombeck                           |
| 28    | 2 février     | Coupe de France | 1/16 finale          | Besançon           | N      | 0-0 a.p. | 0-0 a.p. |                                         |
| 29    | 6 février     | Coupe de France | 1/16 finale (rejoué) | Besançon           | N      | 1-1      | 1-1      | Valorisek                               |
| 30    | 9 février     | Division 2      | 26                   | Red Star           | D      | 0–0      | 3        |                                         |
| 31    | 16 février    | Division 2      | 27                   | Montpellier        | E      | 4-1      | 3        | Gaulon Ascencio Mayet                   |
| 32    | 20 février    | Coupe de France | 1/16 finale (rejoué) | Besançon           | N      | 0-2      | 0-2      |                                         |
| 33    | 23 février    | Division 2      | 28                   | Limoges            | D      | 1–0      | 2        | Cuissard                                |
| 34    | 2 mars        | Coupe Drago     | 2e tour              | Béziers            | D      | 4-3      | 4-3      | Méano Cuissard Dombeck                  |
| 35    | 9 mars        | Division 2      | 29                   | Rouen              | D      | 2-1      | 2        | Dombeck Ascencio                        |
| 36    | 16 mars       | Division 2      | 30                   | Besançon           | E      | 3–2      | 1        | Cuissard Dombeck Mayet                  |
| 37    | 23 mars       | Division 2      | 31                   | Cannes             | E      | 0-0      | 1        |                                         |
| 38    | 30 mars       | Division 2      | 32                   | Forbach            | D      | 2–0      | 1        | Cuissard Ascencio                       |
| 39    | 6 avril       | Coupe Drago     | 1/8 finale           | Le Havre           | E      | 3-0      | 3-0      | Mahi Ascencio                           |
| 40    | 13 avril      | Division 2      | 33                   | Nantes             | E      | 0–0      | 1        |                                         |
| 41    | 20 avril      | Division 2      | 34                   | Roubaix            | D      | 6–3      | 1        | Poulain Méano Cuissard                  |
| 42    | 27 avril      | Division 2      | 35                   | Nancy              | E      | 2–4      | 2        | Gaulon                                  |
| 43    | 1er mai       | Division 2      | 36                   | AS Aix-en-Provence | D      | 6–0      | 2        | Imbernon Méano Cuissard Mayet           |
| 44    | 4 mai         | Division 2      | 37                   | Strasbourg         | E      | 2–2      | 2        | Mahi Aloni (csc)                        |
| 45    | 8 mai         | Coupe Drago     | 1/4 finale           | Saint-Étienne      | E      | 1-4      | 1-4      | Gaulon                                  |
| 46    | 11 mai        | Division 2      | 38                   | Perpignan          | E      | 0–1      | 2        |                                         |
| 47    | 15 mai        | Division 2      | 39                   | Le Havre           | D      | 3–0      | 2        | Mahi Méano Dombeck                      |
| 48    | 18 mai        | Division 2      | 40                   | Bordeaux           | E      | 1–1      | 2        | Méano                                   |
| 49    | 25 mai        | Division 2      | 41                   | Grenoble           | E      | 4–1      | 2        | Mahi Cuissard Mayet                     |
| 50    | 1er juin      | Division 2      | 42                   | Stade français     | D      | 7–0      | 2        | Mahi Valorisek Méano Cuissard           |

- 1 N : terrain neutre ; D : à domicile ; E : à l'extérieur ; drapeau : pays du lieu du match international

## Bilan des compétitions
| Compétition         | Vainqueur final  | Débute au tour | Place ou tour final | Première rencontre | Dernière rencontre | Nombre |
| ------------------- | ---------------- | -------------- | ------------------- | ------------------ | ------------------ | ------ |
| Division 2          | FC Nancy         | 1re journée    | 2e                  | 15 août 1957       | 1er juin 1958      | 42     |
| Coupe de France     | Stade de Reims   | 6e tour        | 1/16 de finale      | 15 décembre 1957   | 20 février 1958    | 6      |
| Coupe Charles Drago | AS Saint-Étienne | 2e tour        | 1/4 de finale       | 2 mars 1958        | 8 mai 1958         | 3      |

### Division 2

#### Classement
| Rang | Équipe     | Pts | J  | G  | N  | P  | Bp | Bc | Diff |
| ---- | ---------- | --- | -- | -- | -- | -- | -- | -- | ---- |
| 1    | Nancy      | 61  | 42 | 25 | 11 | 6  | 89 | 50 | +39  |
| 2    | Rennes     | 58  | 42 | 23 | 12 | 7  | 93 | 40 | +53  |
| 3    | Limoges    | 55  | 42 | 25 | 5  | 12 | 85 | 41 | +44  |
| 4    | Strasbourg | 54  | 42 | 22 | 10 | 10 | 89 | 52 | +37  |
| 5    | Bordeaux   | 53  | 42 | 25 | 3  | 14 | 82 | 53 | +29  |

- 1 à 4 : Promus en Division 1

#### Résultats
| Total  | Total  | Total | Total | Total | Total | Total | Total | Domicile | Domicile | Domicile | Domicile | Domicile | Domicile | Extérieur | Extérieur | Extérieur | Extérieur | Extérieur | Extérieur |
| Matchs | Points | V     | N     | D     | BP    | BC    | Diff. | V        | N        | D        | BP       | BC       | Diff.    | V         | N         | D         | BP        | BC        | Diff.     |
| ------ | ------ | ----- | ----- | ----- | ----- | ----- | ----- | -------- | -------- | -------- | -------- | -------- | -------- | --------- | --------- | --------- | --------- | --------- | --------- |
| 42     | 58     | 23    | 12    | 7     | 93    | 40    | +53   | 15       | 5        | 1        | 61       | 16       | +45      | 8         | 7         | 6         | 32        | 24        | +8        |

#### Résultats par journée
| Journée   | 01 | 02 | 03 | 04 | 05 | 06 | 07 | 08 | 09 | 10 | 11 | 12 | 13 | 14 | 15 | 16 | 17 | 18 | 19 | 20 | 21 | 22 | 23 | 24 | 25 | 26 | 27 | 28 | 29 | 30 | 31 | 32 | 33 | 34 | 35 | 36 | 37 | 38 | 39 | 40 | 41 | 42 |
| --------- | -- | -- | -- | -- | -- | -- | -- | -- | -- | -- | -- | -- | -- | -- | -- | -- | -- | -- | -- | -- | -- | -- | -- | -- | -- | -- | -- | -- | -- | -- | -- | -- | -- | -- | -- | -- | -- | -- | -- | -- | -- | -- |
| Terrain   | D  | D  | E  | D  | E  | D  | E  | D  | E  | E  | D  | D  | D  | E  | D  | E  | D  | E  | E  | D  | D  | E  | D  | E  | E  | D  | E  | D  | D  | E  | E  | D  | E  | D  | E  | D  | E  | E  | D  | E  | E  | D  |
| Résultats | N  | V  | N  | N  | V  | V  | V  | V  | V  | N  | V  | N  | V  | N  | V  | D  | V  | D  | V  | D  | N  | D  | V  | D  | V  | N  | V  | V  | V  | V  | N  | V  | N  | V  | D  | V  | N  | D  | V  | N  | V  | V  |
| Points    | 1  | 3  | 4  | 5  | 7  | 9  | 11 | 13 | 15 | 16 | 18 | 19 | 21 | 22 | 24 | 24 | 26 | 26 | 28 | 28 | 29 | 29 | 31 | 31 | 33 | 34 | 36 | 38 | 40 | 42 | 43 | 45 | 46 | 48 | 48 | 50 | 51 | 51 | 53 | 54 | 56 | 58 |
| Place     | 12 | 7  | 8  | 8  | 7  | 5  | 4  | 1  | 1  | 2  | 1  | 1  | 1  | 1  | 1  | 1  | 1  | 1  | 1  | 1  | 1  | 1  | 1  | 3  | 3  | 3  | 3  | 2  | 2  | 1  | 1  | 1  | 1  | 1  | 2  | 2  | 2  | 2  | 2  | 2  | 2  | 2  |

Source : Liste des rencontres

Terrain : D = Domicile ; E = Extérieur. Résultat: D = Défaite ; N = Nul ; V = Victoire.